# Машакалис
Машакалис (порт. Machacalis) — муниципалитет в Бразилии, входит в штат Минас-Жерайс. Составная часть мезорегиона Вали-ду-Мукури. Входит в экономико-статистический микрорегион Нануки. Население составляет 6952 человека на 2006 год. Занимает площадь 329,757 км². Плотность населения — 21,1 чел./км².

## История
Город основан 1 января 1954 года. 

## Статистика
- Валовой внутренний продукт на 2003 год составляет 18 374 164,00 реалов (данные: Бразильский институт географии и статистики).
- Валовой внутренний продукт на душу населения на 2003 год составляет 2649,10 реалов (данные: Бразильский институт географии и статистики).
- Индекс развития человеческого потенциала на 2000 год составляет 0,637 (данные: Программа развития ООН).